# 선양 J-6
선양 J-6은 중국이 개발한 2세대 전투기다. 심양 항공기 공장에서 생산됐다.

## 역사
중국은 미그-19 전투기를 J-6 전투기로 명명해 3000여대를 제작해 북한과 파키스탄, 방글라데시 등에 수출했다. 북한의 미그-19기는 대부분 1960년대 이후 중국에서 들여온 노후기종으로 부품조달이 어려운 상황이다.
북한이 2009년 이름이 알려지지 않은 한 국가로부터 퇴역 전투기 32대를 구입하려 했다고 유엔(UN) 전문가패널보고서가 2012년에 밝혔다. 해당국은 수출을 거부했다며 유엔에 신고했다.
중국은 2010년 J-6(미그 19)를 퇴역시켰다.

## 파생형

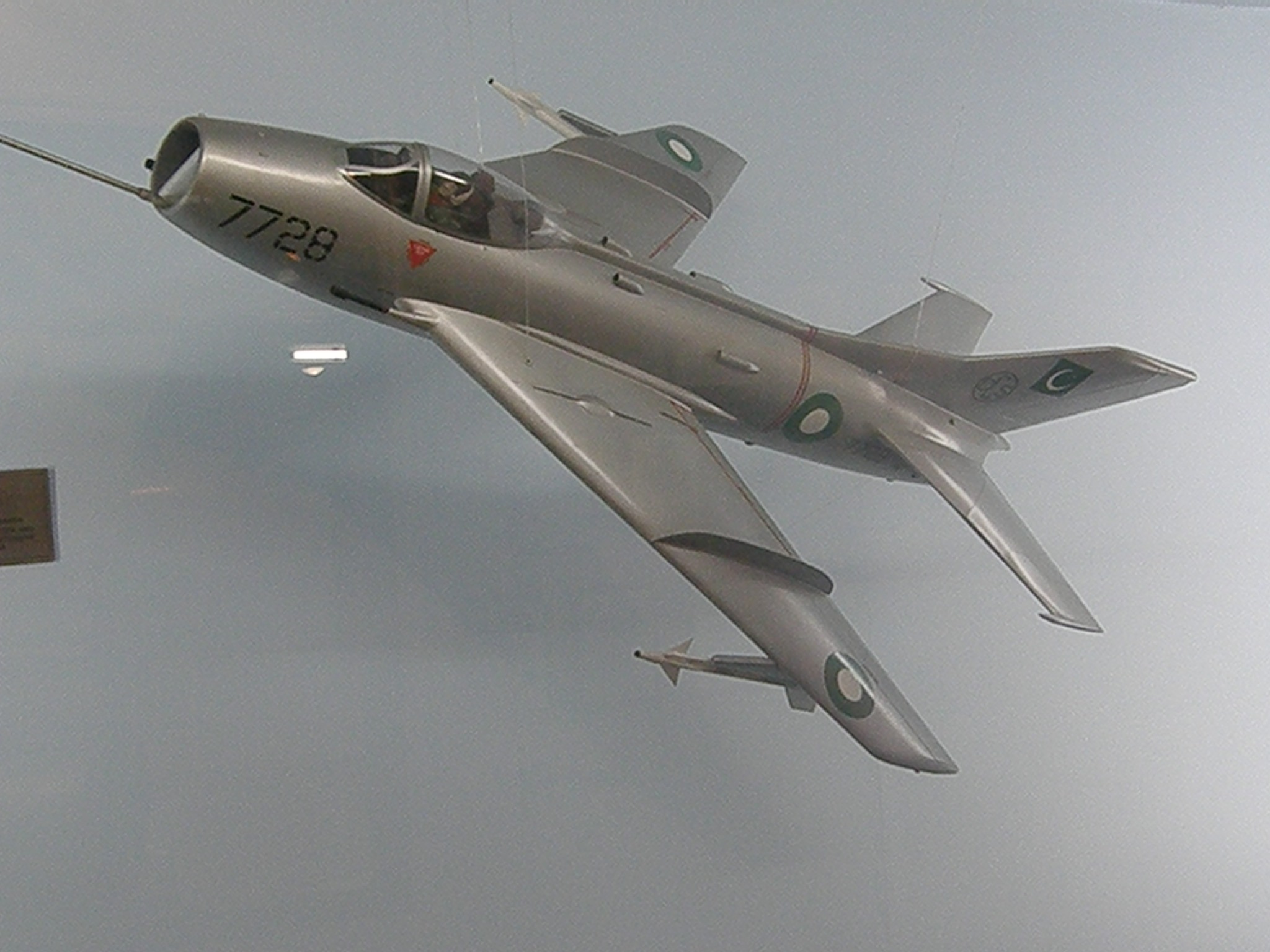
파키스탄 공군의 선양 F-6 전투기의 모형. PL-2 미사일 2발이 장착되어 있다.

구이저우 J-6AJ-6A 전투기를 업그레이드해서 PL-2 적외선 유도 단거리 공대공 미사일 2발을 장착했다. 초도비행은 1975년 12월 21일에 했다. PL-2는 소련 빔펠 K-13(나토명 AA-2 아톨)의 중국산이다. 아톨은 미국 사이드와인더 미사일을 역공학으로 카피한 것이다. 쉽게 말해서, 중국산 미그-19 마지막 버전에는 사이드와인더 2발을 장착한다는 의미이다. 2020년 현재에는 사이드와인더가 별로 대단한 무기가 아니지만, 당시에는 오직 중국산 미그-19의 마지막 버전에서만 장착가능할 정도로 최첨단 미사일이었다.

## 보유국
- 중국
- 파키스탄
- 베트남
- 미얀마
- 이란 - 18대
- 이라크 - 40대
- 캄보디아
- 알바니아 - 82대
- 방글라데시 - 50대
- 조선민주주의인민공화국 - 97대

## 제원
- 조종사: 1명
- 길이: 12.54 m
- 날개 너비: 9.2 m
- 높이: 3.9 m
- 공허중량: 5.4 t
- 최대이륙중량: 7.5 t
- 엔진: 2 × Liming Wopen-6A (Tumansky RD-9B) afterburning turbojets, 36.78 kN (8,267 lbf) 각각,
- 최대 속도: 1,540km/h
- 항속거리: 650km

## 같이 보기
- 청두 J-7
- 선양 J-5
- 중국 인민해방군 공군